# Liste der Kulturdenkmäler in Frei-Laubersheim
In der Liste der Kulturdenkmäler in Frei-Laubersheim sind alle Kulturdenkmäler der rheinland-pfälzischen Ortsgemeinde Frei-Laubersheim aufgeführt. Grundlage ist die Denkmalliste des Landes Rheinland-Pfalz (Stand: 2. August 2023).

## Denkmalzonen
| Bezeichnung                    | Lage                                                      | Baujahr                 | Beschreibung | Bild |
| ------------------------------ | --------------------------------------------------------- | ----------------------- | --- | ---- |
| Denkmalzone Jüdischer Friedhof | Nachtigallenweg Lage                                      | 1820                    | auf dem 1820 angelegten Areal etwa 30 Grabsteine bis 1934 | BW   |
| Denkmalzone Ortskern           | Rathausstraße 1–9 und 2–16 und Philipp-Wehr-Straße 1 Lage | 17. bis 19. Jahrhundert | geschlossene Baustruktur des 17. bis 19. Jahrhunderts mit durchweg zweigeschossigen Bauten, darunter zwei Fachwerkhäuser, ein Hakenhof mit Toranlage sowie ein Vierseithof mit Torhaus | BW   |

## Einzeldenkmäler
| Bezeichnung                           | Lage                                                  | Baujahr                           | Beschreibung | Bild                           |
| ------------------------------------- | ----------------------------------------------------- | --------------------------------- | --- | ------------------------------ |
| Hofanlage                             | Fronpforte 3 Lage                                     | erste Hälfte des 18. Jahrhunderts | Hofanlage; barockes Fachwerkhaus, verputzt, erste Hälfte des 18. Jahrhunderts; bauliche Gesamtanlage | BW                             |
| Wohnhaus                              | Fronpforte 7 Lage                                     | 1726                              | barockes Fachwerkhaus, teilweise massiv, 1726, über Kellern von 1571 | BW                             |
| Evangelisches Pfarrhaus               | Johannisgarten 1 Lage                                 | 1836–38                           | spätklassizistischer Putzbau, 1836–38; exponierte Ortseingangssituation | BW                             |
| Hofanlage                             | Kirchenpforte 4 Lage                                  | 1749                              | Hofanlage mit Toranlage, bezeichnet 1749; barockes Wohnhaus, teilweise Fachwerk | BW                             |
| Kaplaneihof                           | Kirchenpforte 5 Lage                                  | 18. Jahrhundert                   | ehemaliger Kaplaneihof des Klosters Tholey; eingeschossiger barocker Mansarddachbau, 18. Jahrhundert | BW                             |
| Priorat des Klosters Tholey           | Kirchenpforte 7 Lage                                  | 18. Jahrhundert                   | ehemaliges Priorat des Klosters Tholey, später katholischer Pfarrhof; Hofanlage; barockes Wohnhaus, 18. Jahrhundert; im katholischen Pfarrhaus barocke Skulptur; am Torbogen nachbarockes Kruzifix, bezeichnet 1814 | BW                             |
| Katholische Pfarrkirche St. Mauritius | Kirchenpforte 9/11 Lage                               | erste Hälfte des 13. Jahrhunderts | spätbarocker Saalbau, 1792–96, romanischer Turm, erste Hälfte des 13. Jahrhunderts | weitere Bilder Fotos hochladen |
| Kriegerdenkmal                        | Kirchenpforte, bei Nr. 9/11 Lage                      | 1920/30er Jahre                   | Kriegerdenkmal 1914/18, Muschelkalkpfeiler, 1920/30er Jahre | BW                             |
| Wohnhaus                              | Philipp-Wehr-Straße 3 Lage                            | 1763                              | spätbarockes Fachwerkhaus, teilweise massiv, bezeichnet 1763 | BW                             |
| Wohnhaus                              | Philipp-Wehr-Straße 22 Lage                           | Ende des 18. Jahrhunderts         | spätbarockes Wohnhaus, teilweise Fachwerk, Ende des 18. Jahrhunderts, Toranlage bezeichnet 1774 | BW                             |
| Hofanlage                             | Philipp-Wehr-Straße 25 Lage                           | erste Hälfte des 19. Jahrhunderts | Dreiseithof mit Toranlage, erste Hälfte des 19. Jahrhunderts | BW                             |
| Wohnhaus                              | Philipp-Wehr-Straße 29 Lage                           | um 1700                           | barockes Fachwerkhaus, teilweise massiv, um 1700 | BW                             |
| Wohnhaus                              | Rathausstraße 2 Lage                                  | 17. oder 18. Jahrhundert          | barockes Fachwerkhaus, verputzt, 17. oder 18. Jahrhundert, Toranlage, erste Hälfte des 19. Jahrhunderts | BW                             |
| Wohnhaus                              | Rathausstraße 6 Lage                                  | 1728                              | barockes Fachwerkhaus, großteils verputzt, bezeichnet 1728 | BW                             |
| Rathaus                               | Rathausstraße 9 Lage                                  | 1603                              | Renaissancebau mit Erdgeschosshalle, Fachwerkerker, bezeichnet 1603 | Fotos hochladen                |
| Hof Sponheimer                        | Rathausstraße 16 Lage                                 | 1604                              | ehemaliger Hof des Altmünsterklosters zu Mainz; spätgotischer Massivbau, bezeichnet 1604, 1753 und im 19. Jahrhundert verändert                                                                                     | BW                             |
| Hofanlage                             | Rathausstraße 19 Lage                                 | 18. Jahrhundert                   | barocke Hofanlage, teilweise Fachwerk, 18. Jahrhundert | BW                             |
| Brunnen                               | Rathausstraße, Ecke Philipp-Wehr-Straße Lage          | 1884                              | neugotischer Laufbrunnen, bezeichnet 1884 | BW                             |
| Hofanlage                             | Rheingrafenstraße 7 Lage                              | Anfang des 19. Jahrhunderts       | Hakenhof; Fachwerkhaus, verputzt, Anfang des 19. Jahrhunderts | BW                             |
| Schulhaus                             | Schulstraße 1 Lage                                    | 1880                              | spätklassizistisch, bezeichnet 1880 | Fotos hochladen                |
| Ruine der Katharinenkapelle           | nördlich des Ortes; Flur An der Katharinenkirche Lage | 13. oder 14. Jahrhundert          | Fundamente des spätgotischen Saalbaus, wohl aus dem 13. oder 14. Jahrhundert | Fotos hochladen                |
| Bahnhof                               | östlich des Ortes (Am Bahnhof Laubersheim 1) Lage     | um 1880/90                        | ehemaliger Bahnhof; zweieinhalbgeschossiger Krüppelwalmdachbau, Sandsteinquader, eingeschossiger Anbau, um 1880/90                                                                                                  | BW                             |